# Porta Sanqualis
La Porta Sanqualis era una de les portes de la Muralla Serviana, situada entre la Porta Fontinalis i la Porta Salutaris a l'antiga Roma.

## Situació
La porta estava situada al Quirinal, sobre el collis Mucialis, al sud del temple de l'antiga divinitat d'origen sabí anomenada Sancus o Semo Sancus Didius Fidius, i d'aquest déu la porta va prendre el nom. Estaria situada prop de l'actual Piazza Magnanapoli.

## Descripció
Les restes de la porta prop de Largo Magnanapoli, uns blocs de tova dels que se'n conserven tres pisos, indiquen que tenia una planta allargada i que incloïa un petit pati interior.
Poc més enllà de la porta, al llarg del recorregut de la muralla, es van trobar les restes d'una volta de tova, ara integrada a la sala del Palazzo Antonelli. Aquesta estructura, semblant a la que s'observa prop de la Porta Raudusculana, podria haver estat utilitzada per suportar una arma de llançament del tipus balista o catapulta. Les tècniques utilitzades per construir l'estructura adovellada indiquen que la construcció es podria datar l'any 87 aC, però en aquella època, la ciutat ja s'estenia fins al Camp de Mart, per davant de la porta. S'ha de tractar, doncs, d'una restauració que es devia fer durant la Primera Guerra Civil Romana.